# 한국나전칠기박물관
한국나전칠기박물관(韓國螺鈿漆器博物館)은 서울특별시 용산구 이태원동에 위치한 사립 박물관이다. 나전에 관한 대한민국 최초의 박물관이다.
2014년 10월 한국 전통 공예의 보존과 계승을 목적으로 문화체육관광부의 허가 하에 재단법인 크로스포인트문화재단이 설립되었다. 이 박물관은 익월 1일 개관하였으며, 초대 관장은 손혜원이다. 손혜원은 2006년 9월 국립중앙박물관의 나전칠기 관련 기획전시를 관람한 뒤 나전칠기 전통의 보존과 현대에서의 계승에 관심을 갖게 되었으며, 이후 약 8년 동안 300여 점의 작품을 수집하여 이 박물관을 개관하였다.
원래 경상남도 통영시에 개관할 계획이었으나 무산되어 서울에서 개관하였으며, 향후 전라남도 목포시로 옮길 예정이다.

## 연혁
- 2014년 11월 1일: 개관[5]